# Theodor Petsch
Theodor Petsch, nemški general, * 27. junij 1884, † 22. junij 1973.